# Деніелл Кнадсон
Де́ніелл Кна́дсон (англ. Danielle Knudson, нар. 17 липня 1989) — канадська модель.

## Біографія
Народилася 17 липня 1989 року в місті Ред-Дір у провінції Альберта.
З 2014 року зустрічається з канадським тенісистом Милошем Раоничем.